# Nicolaas Jacobus de Wet
Nicolaas Jacobus de Wet (Mooifontein, 11 settembre 1873 – Pretoria, 16 marzo 1960) è stato un politico sudafricano.
Fu presidente della Corte Suprema sudafricana e Governatore generale dal 1943 al 1946.

## Biografia
Nato nel 1873, conseguì la laurea in legge all'Università di Cambridge nel 1895, per poi conseguire l'abilitazione ad esercitare la professione di avvocato difensore (in inglese advocate, che corrisponde al barrister in Gran Bretagna) l'anno seguente.
Durante la Seconda Guerra Boera (1899-1902) era l'addetto militare del Generale Louis Botha, comandante-generale delle forze del Transvaal, fungendo poi da interprete alla conferenza di pace che pose fine al conflitto nel 1902.
Dopo la guerra seguì Botha nella carriera politica, divenendo membro dell'assemblea legislativa del Transvaal dal 1907 al 1910. Durante la Convenzione Nazionale del 1908-1909 che ebbe il compito di redigere la costituzione dell'Unione Sudafricana, fu consigliere legale della delegazione del Transvaal. Nel 1913 fu nominato membro del King's Counsel,cioè ebbe il titolo di Avvocato del Re. Nel 1909 era stato anche fra i fondatori della Suid-Afrikaanse Akademie vir Wetenskap en Kuns (Accademia Sudafricana delle Scienze e delle Arti).
Fra il 1913 e il 1920 fu membro del Parlamento dell'Unione per poi diventare senatore dal 1920 al 1929. Fra il 1913 e il 1924 rivestì la carica di Ministro della Giustizia nel governo del South African Party prima con Botha e poi con il suo successore Jan Smuts . In tale veste dovette affrontare gli aspetti giuridici dell'insurrezione armata afrikaner contro il governo, nel 1914, e la Rivolta del Rand, nel 1922, anche quest'ultima una ribellione armata dei minatori bianchi, che iniziò come semplice sciopero ma dilagò in una aperta ribellione contro lo stato.
Nel 1932 de Wet fu nominato giudice della Corte Suprema, nel 1937 giudice della Corte di Appello e nel 1939, Presidente della Corte Suprema. In tale ruolo gli fu richiesto di ricoprire ex officio la carica di Amministratore del Governo, in assenza del Governatore generale, carica che de Wet tenne per due anni e mezzo, dalla morte di sir Patrick Duncan, (17 luglio 1943) fino alla nomina di Gideon Brand van Zyl il 1º gennaio 1946.
Intanto già dal 1939 era membro del Consiglio privato del sovrano.
De Wet si sposò due volte. La prima moglie fu Ella Scheepers, la donna che si pensa sia stata l'autrice della popolare canzone afrikaans Sarie Marais durante la Seconda Guerra Boera. La sua seconda moglie fu Jacomina du Toit.
Morì nel 1960. Un suo figlio, nato dal primo matrimonio, Quartus de Wet, fu anch'egli un giudice e fu Presidente del Tribunale del famoso Processo di Rivonia per alto tradimento che vide coinvolto Nelson Mandela e altri attivisti anti-apartheid.